# Möst
Möst (mongol cyrillique : Мөст сум, Möst sum) est un sum de l'aïmag (province) de Khovd dans l’ouest de la Mongolie. Sa capitale est Ulaantolgoi.